# Дискографија групе The Ting Tings
Дискографија енглеске инди поп групе The Ting Things  састоји се из три студијска албума, три EP-а, 10 синглова и 14 спотова. Основали су га Жил де Мартино и Кејти Вајт 2004. у Софорду у Енглеској. Бенд је потписао уговор с независном дискографском кућом Switchflicker Records 2006. године и објавио је свој дебитантски сингл Fruit Machine с ограниченим издањем наредне године. Након наступа на Гластонбери фестивалу 2007, The Ting Tings су потписали уговор с дискографском кућом Columbia Records.
The Ting Tings су издали свој дебитантски албум We Started Nothing у мају 2008. Албум је заузео прво место на топ-листи UK Albums Chart и добио је платинасти сертификат Британске фонографске индустрије (BPI). Досегао је и 22. место на листи Australian albums chart, а Аустралијско удружење дискографских кућа му је доделило златни сертификат (ARIA). Трећи сингл састава, That's Not My Name, нашао се на врху лествице UK Singles Chart. Песма је дошла до осмог места на Australian Singles Chart-у, а ARIA му је уручила златни сертификат. Shut Up and Let Me Go, четврти сингл албума, досегао је прво место на америчкој листи Billboard Hot Dance Club Play и добио је платинасти сертификат Америчког удружења дискографских кућа  (RIAA).
Други студијски албум The Ting Tings-a, Sounds from Nowheresville био је мање успешан. Стигао је до 23. позиције на лествици UK Albums Chart, а достигао је 87. на Billboard-у 200. У Великој Британији, произвео је један сингл на листи 40 најпопуларнијих, Hands, који је досегао 29. место.
Трећи студијски албум састава, Super Critical, био је комерцијално разочарање. Достигао је 111. место на листи UK Albums, а ниједан од синглова које је произвео није се пласирао на топ-листе у УК. Wrong Club, главни сингл албума, ипак је успео да се пласира у Јапану, где је стигао до броја 45, а у Белгији број 53.

## Студијски албуми
| Име                       | Појединости                                                                                               | Позиције | Позиције | Позиције | Позиције | Позиције | Позиције | Позиције | Позиције | Позиције | Позиције | Сертификати                                                          |
| Име                       | Појединости                                                                                               | УК       | АУС      | АУТ      | БЕЛ      | ФРА      | ИР       | ЈАП      | ХОЛ      | ШВА      | САД      | Сертификати                                                          |
| ------------------------- | --- | -------- | -------- | -------- | -------- | -------- | -------- | -------- | -------- | -------- | -------- | -------------------------------------------------------------------- |
| We Started Nothing        | - Датум издавања: 16. мај 2008. - Дискографска кућа: Columbia - Формати: CD, LP, дигитално преузимање     | 1        | 22       | 57       | 38       | 21       | 3        | 50       | 20       | 28       | 78       | - BPI: 2× Platinum - ARIA: златни - IRMA: платинасти - SNEP: сребрни |
| Sounds from Nowheresville | - Датум издавања: 27. фебруар 2012. - Дискографска кућа: Columbia - Формати: CD, LP, дигитално преузимање | 23       | 51       | 30       | 46       | 59       | 44       | 49       | 53       | 12       | 87       |                                                                      |
| Super Critical            | - Датум издавања: 27. октобар 2014. - Дискографска кућа: Finca - Формати: CD, LP, дигитално преузимање    | 111      | —        | —        | 172      | —        | —        | 100      | —        | —        | —        |                                                                      |
| The Black Light           | - Датум издавања: 26. октобар 2018. - Дискографска кућа: Finca - Формати: CD, дигитално преузимање        | —        | —        | —        | —        | —        | —        | —        | —        | —        | —        |                                                                      |

## EP-ови
| Име                              | Појединости                                                                                         |
| -------------------------------- | --------------------------------------------------------------------------------------------------- |
| iTunes Live: London Festival '08 | - Датум издавања: 26. август 2008. - Дискографска кућа: Sony BMG - Формати: дигитално преузимање    |
| Live from SoHo                   | - Датум издавања: 13. септембар 2008. - Дискографска кућа: Sony BMG - Формати: дигитално преузимање |
| Live at Lollapalooza 2008        | - Датум издавања: 30. септембар 2008. - Дискографска кућа: Sony BMG - Формати: дигитално преузимање |

## Синглови
| Име                                                                                | Год.  | Позиције | Позиције | Позиције | Позиције | Позиције | Позиције | Позиције | Позиције | Позиције | Позиције  | Сертификати                                         | Албум                     |
| Име                                                                                | Год.  | УК       | АУС      | БЕЛ      | ИР       | ЈАП      | ХОЛ      | ШВА      | САД      | САД Alt. | САД Dance | Сертификати                                         | Албум                     |
| ---------------------------------------------------------------------------------- | ----- | -------- | -------- | -------- | -------- | -------- | -------- | -------- | -------- | -------- | --------- | --------------------------------------------------- | ------------------------- |
| Fruit Machine                                                                      | 2007. | —        | —        | —        | —        | —        | —        | —        | —        | —        | —         |                                                     | We Started Nothing        |
| Great DJ                                                                           | 2008. | 33       | 52       | 47       | 35       | —        | —        | —        | —        | —        | 28        |                                                     | We Started Nothing        |
| That's Not My Name                                                                 | 2008. | 1        | 8        | 48       | 2        | —        | 59       | 44       | 39       | 32       | 4         | - RIAA: платинасти - ARIA: платинасти - BPI: златни | We Started Nothing        |
| Shut Up and Let Me Go                                                              | 2008. | 6        | 44       | 29       | 9        | —        | 65       | 48       | 55       | 34       | 1         | - RIAA: платинасти - BPI: сребрни                   | We Started Nothing        |
| Be the One                                                                         | 2008. | 28       | —        | —        | —        | —        | —        | —        | —        | —        | —         |                                                     | We Started Nothing        |
| We Walk                                                                            | 2009. | 58       | —        | 58       | —        | —        | —        | —        | —        | —        | —         |                                                     | We Started Nothing        |
| Hands                                                                              | 2010. | 29       | 57       | 26       | —        | —        | —        | 70       | —        | —        | 1         |                                                     | Sounds from Nowheresville |
| Hang It Up                                                                         | 2011. | 124      | —        | 87       | —        | 8        | —        | —        | —        | —        | —         |                                                     | Sounds from Nowheresville |
| Hit Me Down Sonny                                                                  | 2012. | —        | —        | 88       | —        | —        | —        | —        | —        | —        | —         |                                                     | Sounds from Nowheresville |
| Wrong Club                                                                         | 2014. | —        | —        | 53       | —        | 45       | —        | —        | —        | —        | 2         |                                                     | Super Critical            |
| Do It Again                                                                        | 2014. | —        | —        | 88       | —        | —        | —        | —        | —        | —        | —         |                                                     | Super Critical            |
| Blacklight                                                                         | 2018. | —        | —        | —        | —        | —        | —        | —        | —        | —        | —         |                                                     | The Black Light           |
| Estranged                                                                          | 2018. | —        | —        | —        | —        | —        | —        | —        | —        | —        | —         |                                                     | The Black Light           |
| „—” означава да се аудио-запис није пласирао на листу или није издат у тој регији. |       |          |          |          |          |          |          |          |          |          |           |                                                     |                           |

## Остале песме
| Назив        | Год.  | Позиције | Албум                     |
| Назив        | Год.  | ФРА      | Албум                     |
| ------------ | ----- | -------- | ------------------------- |
| Soul Killing | 2012. | 131      | Sounds from Nowheresville |

## Остали наступи
| Назив              | Год.  | Албум                        |
| ------------------ | ----- | ---------------------------- |
| Happy Birthday     | 2010. | Music Is...Awesome! Volume 2 |
| We're Not the Same | 2010. | Н/Д                          |

## Спотови
| Назив                               | Год.  | Режисер(и)      |
| ----------------------------------- | ----- | --------------- |
| That's Not My Name (верзија бр. 1)  | 2007. | Sophie Muller   |
| Great DJ                            | 2008. | David Shafei    |
| That's Not My Name (верзија бр. 2)  | 2008. | David Allain    |
| Shut Up and Let Me Go               | 2008. | AlexandLiane    |
| Be the One                          | 2008. | Keith Schofield |
| That's Not My Name (верзија бр. 3)  | 2009. | AlexandLiane    |
| We Walk                             | 2009. | Ben Ib          |
| Hands                               | 2010. | Warren Fu       |
| Hang It Up                          | 2011. | Dan Gable       |
| Hang It Up (уживо из Париза)        | 2011. | Dan Gable       |
| Silence (ремикс)                    | 2011. | Dan Gable       |
| Hands (уживо из Париза)             | 2012. | Dan Gable       |
| Day to Day (акустичан)              | 2012. | George Taylor   |
| Hit Me Down Sonny (уживо из Париза) | 2012. | Dan Gable       |
| Wrong Club                          | 2014. | Lisa Paclet     |
| Do It Again                         | 2014. | Daffy           |
| Blacklight                          | 2018. | ?               |
| Estranged                           | 2018. | ?               |